# Borja Vidal Fernández
Borja Vidal Fernández Fernández, (25 de diciembre de 1981, Pontigón, Valdés, Asturias) es un jugador de balonmano español, que también posee la nacionalidad catarí, selección a la que representa internacionalmente. Juega en la posición de pivote y desempeña su función en el Al-Qiyada desde el año 2013.
Antes de convertirse jugador profesional de balonmano, fue jugador de baloncesto a nivel profesional también, llegando a jugar en la máxima categoría española, la Liga ACB.
Con la selección de Catar, consiguió el Subcampeonato del Mundo en 2015, el bicampeonato del Campeonato Asiático, además participó en los Juegos Olímpicos de Río de Janeiro de 2016.

## Trayectoria
En un principio jugó al baloncesto, formándose en el Joventut y llegando a jugar en ACB con el equipo verdinegro, después jugaría en el Melilla Baloncesto, Bilbao Basket y en el baloncesto italiano (Nápoles y Ragusa), donde era conocido como "El Hispano" o "El Gladiador" por su casta y por la Cruz de la Victoria que lleva tatuada en el hombro izquierdo. Después de jugar en el CAI Zaragoza en Liga LEB, en el año 2006 cambia de deporte animado por Valero Rivera, que por aquel entonces era director técnico del Balonmano Aragón, y juega en el equipo patrocinado por CAI. Después jugaría en el Algeciras, Teucro Pontevedra, Club Balonmano Torrevieja y en el balonmano francés, donde jugó en el HBC Nantes.

## Clubes

### Baloncesto
- Joventut de Badalona (1998-2001)
- Melilla Baloncesto (2001-2002)
- Bilbao Basket (2002-2003)
- Basket Napoli (2003)
- Virtus Ragusa (2004)
- CAI Zaragoza (2004-2005)

### Balonmano
- CAI Aragón (2006-2007)
- BM Algeciras (2007-2008)
- SD Teucro (2008-2009)
- Balonmano Torrevieja (2009-2011)
- HBC Nantes (2011-2013)
- al-Qiyadah (2013-presente)

## Palmarés

### Selección nacional

#### Campeonato del Mundo
- Medalla de plata en el Campeonato del Mundo de 2015

#### Campeonato de Asia
- Medalla de oro en el Campeonato de Asia de 2013 en Baharain
- Medalla de oro en el Campeonato de Asia de 2016 en Baharain

#### Juegos Asiáticos
- Medalla de oro en los Juegos Asiáticos de 2014 en Corea del Sur